# Bathilde d'Anhalt-Dessau
 (signalé en août 2025).
Si vous disposez d'ouvrages ou d'articles de référence ou si vous connaissez des sites web de qualité traitant du thème abordé ici, merci de compléter l'article en donnant les références utiles à sa vérifiabilité et en les liant à la section « Notes et références ».
- Archive Wikiwix
- Bing
- Cairn
- DuckDuckGo
- E. Universalis
- Gallica
- Google
- G. Books
- G. News
- G. Scholar
- Persée
- Qwant
- (zh) Baidu
- (ru) Yandex
- (wd) trouver des œuvres sur Wikidata

Bathilde d'Anhalt-Dessau (allemand : Prinzessin Bathildis Amalgunde von Anhalt-Dessau; 29 décembre 1837 - 10 février 1902) est une princesse d'Anhalt-Dessau et membre de la Maison d'Ascanie par la naissance. En tant qu'épouse de Guillaume de Schaumbourg-Lippe, elle est une princesse de Schaumbourg-Lippe. Elle est la plus jeune sœur de la grande-duchesse Adélaïde de Luxembourg.

## Biographie

### Jeunesse
Bathilde est née à Dessau, Anhalt, deuxième enfant de Frédéric-Auguste d'Anhalt-Dessau (fils de Frédéric d'Anhalt-Dessau et Amélie de Hesse-Hombourg) et de son épouse la princesse Marie-Louise-Charlotte de Hesse-Cassel (fille du Guillaume de Hesse-Cassel-Rumpenheim et de Louise-Charlotte de Danemark).

### Mariage
Le 30 mai 1862 à Dessau, Bathildis épouse le prince Guillaume de Schaumbourg-Lippe, septième enfant et troisième fils de Georges-Guillaume de Schaumbourg-Lippe et de son épouse, Ida de Waldeck-Pyrmont.
Ils ont huit enfants:
- Charlotte de Schaumbourg-Lippe (10 octobre 1864 – 16 juillet 1946), mariée en 1886 à Guillaume II de Wurtemberg.
- François-Joseph de Schaumbourg-Lippe (8 octobre 1865 – 4 septembre 1881)
- Frédéric de Schaumbourg-Lippe (30 janvier 1868 – 12 décembre 1945), marié en 1896 à la princesse Louise de Danemark (1875-1906).
- Albert de Schaumbourg-Lippe (24 octobre 1869 – 25 décembre 1942), marié en 1897 à la duchesse Elsa de Wurtemberg.
- Maximilien de Schaumbourg-Lippe (13 mars 1871 – 1er avril 1904), marié en 1898 à la duchesse Olga de Wurtemberg.
- Bathilde de Schaumbourg-Lippe (21 mai 1873 – 6 avril 1962), mariée en 1895 à Frédéric de Waldeck-Pyrmont.
- Adélaïde de Schaumbourg-Lippe (22 septembre 1875 – 27 janvier 1971), mariée en 1898 à Ernest II de Saxe-Altenbourg, divorcée en 1920.
- Alexandra de Schaumbourg-Lippe (9 juin 1879 – 5 janvier 1949).

La princesse Bathilde est décédée le 10 février 1902, à Nachod Château, le Royaume de Bohême (aujourd'hui Náchod, République tchèque).